# Björn Wolrath
Björn Wolrath, född 26 juni 1943, är en svensk näringslivsperson, investerare och tidigare verkställande direktör för försäkringsbolaget Skandia.

## Biografi
Wolrath har en pol. mag. examen från Stockholms universitet och en civilekonomexamen från Handelshögskolan i Stockholm 1967. Ordförande i SSCO, Stockholms studentkårers centralorganisation, 1967. Wolrath arbetade från 1981-1997 som VD i Skandia.
Wolrath är styrelseordförande i Countermine Technologies, Gexco och Garantibil.se samt hedersledamot i Svenska Försäkringsföreningen. Han är även styrelseledamot i flera andra svenska bolag, däribland Rederi AB Gotland, Alltele och Codan.